# Loiré-sur-Nie
Loiré-sur-Nie település Franciaországban, Charente-Maritime megyében. Lakosainak száma 284 fő (2022. január 1.). Loiré-sur-Nie Cherbonnières, Gibourne, Le Gicq, Néré és Villemorin községekkel határos.

## Népesség
A település népességének változása:
| Lakosok száma | 442  | 365  | 340  | 286  | 297  | 288  | 284  | 283  | 283  | 284  |
|               | 1968 | 1982 | 1990 | 2006 | 2013 | 2015 | 2017 | 2019 | 2020 | 2022 |